# グルジア・ソビエト社会主義共和国

グルジア・ソビエト社会主義共和国
საქართველოს საბჭოთა სოციალისტური რესპუბლიკა
（グルジア語）
Грузинская Советская Социалистическая Республика（ロシア語）

国の標語: პროლეტარებო ყველა ქვეყნისა, შეერთდით!（グルジア語）
万国の労働者よ、団結せよ！国歌: საქართველოს საბჭოთა სოციალისტური რესპუბლიკის სახელმწიფო ჰიმნი（グルジア語）
グルジア・ソビエト社会主義共和国国歌
 
グルジア・ソビエト社会主義共和国の位置

註1 : 首相の肩書は1946年までは人民委員会議議長、それ以降は閣僚会議議長である。

グルジア・ソビエト社会主義共和国（グルジア・ソビエトしゃかいしゅぎきょうわこく、グルジア語: საქართველოს საბჭოთა სოციალისტური რესპუბლიკა；ロシア語: Грузинская Советская Социалистическая Республика）、略称でグルジア共和国（グルジアきょうわこく）は、ソビエト連邦構成共和国の一つである。現在のジョージアの前身に当たる。

## 沿革
1921年2月25日に「グルジア社会主義ソビエト共和国」として設立された。1922年3月12日から1936年12月5日までは、アルメニア、アゼルバイジャンとともにザカフカース社会主義連邦ソビエト共和国の一部となった。1936年にザカフカース共和国は解体された。ヨシフ・スターリンの統治のもと、数多くのグルジア人たちが処刑された。処刑された人々の中には、著名なグルジア人、グルジア人ボリシェヴィキ党員も含まれていた。この間、この地方はグルジア共産党第一書記のラヴレンチー・ベリヤに主導されていた。
スターリンの死後、密かに資本主義の原理が取り入れられつつあった（疑似資本主義）ことから自動車や住宅などの所有率がソ連内でも高い水準であったと言われている。
フルシチョフ体制期には、行政権は分権化され、グルジア共産党はその力を強めた。この動きと併行して、地下経済が活発化し汚職が横行した。汚職の数はソ連領内の中で最も多かったと言われている。エドゥアルド・シェワルナゼは数年にわたってこの汚職と闘った。その期間は1960年代中頃から1985年までで、1985年にはソビエト連邦外相に任命されている。
スターリンによって多くの人々が処刑されたものの、出身地ということもあってかスターリニズム派が多いグルジアで、スターリン批判に対して批判の声が上がり、1956年3月4日から10日にかけて大規模なデモが発生した。混乱したグルジア共産党はソビエト軍に責任を転嫁した。ソビエト軍はデモ隊に対し発砲し、その後戦車などによって学生らを攻撃した。デモは10日に鎮圧され、この結果グルジア人学生１００人以上が死傷したと言われている。
1970年代、ソ連中央政府は「ソビエト人民の形成」を掲げ、1978年、グルジア新憲法案において、グルジア語の国語規定が削除され、2度目の大規模デモが起きた。当局は1956年のように武力行使をせず、すぐに撤回をした。この撤回が行われた同年4月14日は「グルジア語の日」と制定されている。この日を境にグルジアでは民族運動が盛んになる。それに対してシェワルナゼは民族主義者との宥和政策を行った。
ゴルバチョフが書記長になったころから民族運動は更に高まりを見せた。それに対して治安部隊が1989年4月9日に反ソデモ隊に対して発砲。大量の死者を出した。この日は4月9日の悲劇と呼ばれている。
そしてより反ソビエト、反ゴルバチョフの動きが加速し、結果的に主権宣言を採択した。ただこれにより自分らも国家を持ちたいという感情を持つグルジアに住む諸民族（主にアブハズ人、オセット人）が強く反発。しかしそれを許さないグルジアはアブハジアでグルジア語教育を推進し、その後スミフ暴動が起きる。その後アブハジアでは民族主義と反グルジア運動が盛んになる。
1990年10月28日、民主的な議会選挙が実施され、「円卓＝自由グルジア」が6割以上の得票により第1党となり、グルジア共産党は第2党に転落した。11月14日、最高会議はガムサフルディアを議長に選出し、また同日に国名より社会主義を削除して「グルジア共和国」と改称し、国旗・国章・国歌もグルジア民主共和国時代のものを復活させた。1991年4月1日、独立の是非を問う国民調査が実施され、有権者の95.5%が投票し、99.4%が独立を支持した。これを受けて4月9日に最高会議は「独立回復に関する決定」を全会一致で採択し、独立を宣言した。しかしソビエト政府は1991年9月までこれを承認しなかった。
その後グルジア・ソビエト社会主義共和国時代の軍を使用しズヴィアド・ガムサフルディア初代大統領を殺害したという一説が浮上したり、グルジア民主共和国の復活を図り、アブハズ自治ソビエト社会主義共和国の併合、南オセチア自治州の廃止等を行ったため、1991年11月28日に南オセチアが、1992年7月23日にアブハジアがそれぞれ独立を宣言し、この混乱の中アジャリア自治共和国が1992年から2004年まで事実上独立状態になるなど内政は混沌とした。その後アブハジア紛争、南オセチア紛争と立て続けに内戦も起こり、やがてソビエト連邦の中心的存在であったロシアとも対立することとなった。ロシア語由来（異説あり）とされる国名の「グルジア」（Грузия）を排除して英語名の「ジョージア」（Georgia）を「基準的な外名」とする方針を打ち出し、日本を含む各国に「グルジア」系統の外名使用取りやめを要請したのはその現れである。